# 9P/Tempel
9P/Tempel (sau Tempel 1) este o cometă  periodică descoperită de astronomul Ernst Wilhelm Tempel la 3 aprilie 1867, care lucra la Observatorul din Marsilia, în Franța

## Descriere
Cometa Tempel 1 are un diametru de circa 6,5 km.
Este cea de-a noua cometă periodică recunoscută oficial, de unde are prefixul „9P”. Are o orbită mergând de la cea a lui Jupiter la cea dintre Marte  și Pământ. Perioada de rotație în jurul axei sale este de 41 de ore, iar perioada de revoluție (de rotație în jurul Soarelui) este de 5,5 ani. Această perioadă a fost mai lungă, în trecut (5,68 ani), însă orbita prea apropiată de cea a lui Jupiter a scurtat-o. Orbita sa este cam în planul eclipticii, ceea ce o face ușor accesibilă.
Magnitudinea absolută a cometei este de 8,45.

## Deep Impact

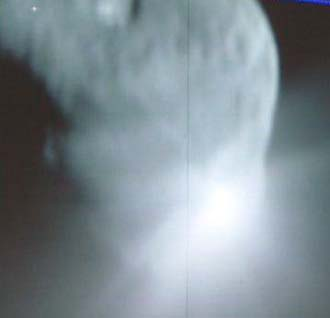
Impactul sondei cu cometa Tempel 1

Această cometă a fost studiată în profunzime de către sonda spațială americană Deep Impact, care a trimis un impactor care a intrat în coliziune cu cometa la o viteză de 36.700 km/h, pentru a-i determina compoziția internă. Impactul a avut loc la 4 iulie 2005 la ora 5 și 52 de minute UTC, ziua Sărbătorii Naționale a Statelor Unite ale Americii.
Potrivit instrumentului OSIRIS de pe sonda Rosetta, oamenii de știință ai CNRS din Franța și de la Observatorul Astronomic din Marsilia-Provence au determinat că diametrul craterului este de vreo 200 de metri, iar adâncimea de 30-50 de metri. Peste 5.000 de tone de praf, 5.000 de tone de gheață de apă, 15 tone de gheață  de acid cianhidric au fost ejectate. Aceste rezultate conduc la ideea că Tempel 1 este mai densă decât se credea.
Datorită diferențelor mari dintre talia cometei și cea a impactorului, coliziunea nu a deviat orbita cometei.
În timpul coliziunii cu impactorul, un flash orbitor a apărut și fotografiat de sonda Deep Impact. Acest flash neprevăzut este datorat, potrivit astrofizicienilor, faptului că Tempel 1 este acoperit cu un strat de praf slab legat de cometă (din cauza slabei gravități).
Mai multe articole care făceau bilanțul rezultatelor impactului cu Tempel 1 au fost publicate în ediția din 9 septembrie a revistei Science, iar în revista Nature din 13 octombrie au fost publicate articole care făceau bilanțul rezultatelor obținute de sonda Roseta.

Apropierea de cometă
Impact

## NExT

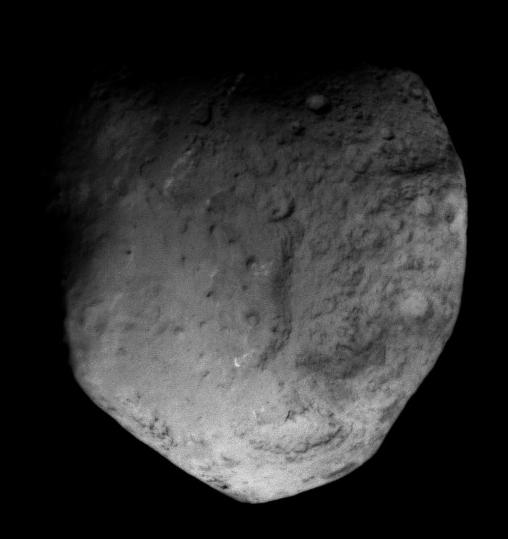
Cometa Tempel 1 fotografiată de Stardust

Calitatea imaginilor craterului format după coliziune nefiind satisfăcătoare, NASA a decis, la 3 iulie 2007, să trimită misiunea NexT (New Exploration of Tempel 1), care a intrat în cadrul extinderii misiunii sondei Stardust.
Sonda Stardust a efectuat survolul cometei la 15 februarie 2011, spre orele 5 UTC, la o altitudine ceva mai mică de 151 km, care fusese vizată anterior.
A fost prima dată când o cometă a fost vizitată de două ori și o șansă unică de a putea observa craterul creat de către Deep Impact și să constate modificările provocate de ultima trecere a cometei la periheliu.
Sonda a trecut în modul croazieră și a transferat 72 de fotografii luate în cursul întâlnirii.